# Les Chasseurs de dinosaures
Ne doit pas être confondu avec La Vallée des Brontosaures.
Les Chasseurs de dinosaures est un roman d'Henri Vernes, publié en 1957 par les éditions Gérard et C° dans la collection Marabout Junior (#94). C'est le 20e roman de la série Bob Morane. 

## Personnages
- Membres de la première équipe partie au crétacé
  - Frank Reeves : Américain, milliardaire, ami de Bob Morane.
  - Professeur Hunter : physicien, inventeur de la machine à remonter le temps.
  - Sam Gray : assistant du professeur Hunter.
  - Steve Marshall : Britannique enrichi dans le pétrole, il participe à l'expédition de chasse du professeur Hunter et de Frank Reeves à l'ère secondaire.

- Membres de l'équipe de secours
  - Bob Morane, aventurier, ingénieur.
  - Bill Ballantine : meilleur ami de Bob Morane et son principal compagnon d'aventures.
  - Aristide Clairembart : archéologue français, ami de Bob Morane.
  - Michael Spring : enquêteur du FBI à Los Angeles ; responsable de l'enquête sur la disparition de Frank Reeves.

- Autres personnages
  - Carlotta Pondinas : épouse de Frank Reeves.
  - Mme Durant : concierge de Bob Morane.
  - Herman : policier à Los Angeles.
  - Louis Graigh : capitaine de la Patrouille du temps.
  - John Nelson : lieutenant de la Patrouille du Temps.
  - Samuel Chase : lieutenant de la Patrouille du Temps.

## Résumé
À Paris, Bob Morane, Bill Ballantine et Aristide Clairembart sont prévenus par son épouse Carlotta que leur ami Frank Reeves a disparu. Les trois compères se rendent en Californie, dernier endroit où a été vu Frank (chapitre 1). Accompagnés par l'agent du FBI Michael Spring, ils découvrent dans un hangar du professeur Hunter une étrange machine. Un homme ensanglanté gît dans la machine. Bill Balantine, par mégarde, la fait démarrer (chapitres 2 et 3). 
Ils se retrouvent propulsés dans le crétacé, à environ 100 millions d'années dans le passé. Frank, le professeur Hunter et deux autres hommes se sont en effet rendus à l'ère Secondaire afin d'y chasser des dinosaures ! Les quatre amis sont attaqués par un tyrannosaure et constatent assez rapidement qu'ils n'ont pas l'équipement adéquat pour survivre longtemps dans les forêts touffues du Secondaire. Ils découvrent sur le sol un paquet de cigarettes ayant appartenu à Frank, prouvant que celui-ci était bien là quelque temps auparavant. Bob Morane propose à ses collègues de retourner au XXe siècle et de revenir le rejoindre munis de l'équipement. Pendant ce temps, Bob fera des recherches sommaires dans les environs pour déterminer s'il peut retrouver les membres de la première équipe (chapitres 4 et 5).
Ainsi dit, ainsi fait : tandis que Bill, Clairembart et Spring repartent au XXe siècle, tandis que Bob explore les environs. Ses recherches le poussent de plus en plus loin. En fin de compte, après avoir entendu un coup de feu, il retrouve Steve Marshall en train d'agoniser. L'homme a été attaqué par des dinosaures et a eu le dessous. Avant d'expirer, il indique à Bob où se trouvent les autres hommes. Bob retourne sur le lieu d'arrivée de la machine à voyager dans le temps et laisse un message nettement visible à l'attention de ses amis, leur indiquant la direction approximative de son futur parcours. Bob se dirige dans la direction indiquée par Marshall et après des rencontres avec divers animaux préhistoriques, il finit par arriver au campement des aventuriers. Ceux-ci ont trouvé refuge dans une grotte. Sam Gray, l'assistant d'Hunter, est mort (c'est l'homme trouvé ensanglanté à l'intérieur de la machine). Sont restés vivants Hunter et Reeves, qui lui racontent leurs aventures depuis leur départ du XXe siècle. Le professeur Hunter explique le fonctionnement de sa machine temporelle (chapitres 6 à 12). 
Sur les indications et les injonctions pressantes de Bob Morane, le petit groupe se met en route. Les voyageurs temporels rencontrent Bill, Clairembart et Spring, qui sont arrivés peu de temps auparavant et qui ont commencé leur voyage dans la direction indiquée par Bob. Les six aventuriers retournent en direction de la machine à voyager dans le temps. À un certain moment, Bob croit remarquer dans le ciel une sorte d'objet argenté, vaguement lumineux, mais cet engin disparaît très vite. Une éruption volcanique ayant entraîné un feu de forêt inattendu les empêche d'y accéder. Ils prennent la fuite, arrivent sur le rivage en bordure de la mer et se réfugient sur un îlot. À leur retour, ils découvrent que la machine a été dégradée par les effets de l'éruption : elle est inutilisable, et à supposer même qu'on puisse la remettre en état, on manquerait d'énergie pour la faire fonctionner (chapitres 13 à 16).
Soudain, l'engin que Bob avait aperçu quelques heures auparavant se matérialise devant les aventuriers. Il s'agit d'une machine à voyager dans le temps créée par des explorateurs temporels du XXVe siècle. Le capitaine Louis Graigh, chef de la Patrouille du Temps, ramène les naufragés au XXe siècle : Frank Reeves, Hunter et Michaël aux États-Unis, et Bob, Bill et Aristide à Paris (chapitre 17). Les trois amis se rendent au domicile de Bill, quai Voltaire. Ils découvrent que Louis Graigh les a déposés au moment même où Carlotta venait rencontrer Bob à son domicile, au début du roman ! (chapitre 18).

## Le fonctionnement de la machine temporelle
« C'est ici que se place ma découverte. Après bien des calculs, bien des recherches, j'acquis la certitude que, pour pouvoir se déplacer dans le temps, il n'était pas indispensable d'atteindre une vitesse égale à celle de la lumière, mais qu'il suffisait de faire vibrer cet objet suivant les mêmes fréquences que celles de cette lumière. Ce fut donc sur ce principe que je construisis ma machine, en me basant sur les fréquences du courant électrique que j'amplifiai grâce à un système extrêmement complexe de transformateurs et de relais. »
— Explications du Pr Hunter, chapitre 12.

## Adaptation en bande dessinée
Le roman a été adapté par Henri Vernes et Coria. L'album paraît en 1984 aux éditions du Lombard.